# Блакитна сталь
Блакитна сталь (англ. Blue Steel) — американський трилер 1990 року.

## Сюжет
Меган Тернер щойно закінчила поліцейську академію і влаштовується працювати в поліцію. У перший же день роботи вона вбиває грабіжника в магазині. Але під час розслідування не змогли знайти револьвера злочинця, а свідки стверджують, що не бачили зброї. Насправді револьвер злочинця підібрав один із покупців, брокер Юджин Гант, і незабаром у місті починається серія вбивств. А в трупах жертв знаходять кулі з викарбуваним ім'ям Меган Тернер.

## У ролях
| Актор            | Роль                 |
| ---------------- | -------------------- |
| Джеймі Лі Кертіс | Меган Тернер         |
| Рон Сільвер      | Юджин Гант           |
| Кленсі Браун     | Нік Манн             |
| Елізабет Пенья   | Трейсі Перес         |
| Луїза Флетчер    | Ширлі Тернер         |
| Філіп Боско      | Френк Тернер         |
| Кевін Данн       | Стенлі Гойт          |
| Річард Дженкінс  | прокурор Мел Доусон  |
| Маркус Фленнаган | чоловік              |
| Мері Мара        | дружина              |
| Скіпп Лінч       | інструктор           |
| Майк Годж        | комісар поліції      |
| Майк Старр       | суперінтендант       |
| Кріс Вокер       | офіцер Джефф Траверс |
| Том Сайзмор      | грабіжник            |